# Sparta Lwów
Maillots
Le  Lwowski Klub Sportowy Sparta Lwów (en ukrainien : Львівський Клуб Спортовий Спарта Львів), plus couramment abrégé en LKS Sparta Lwów, est un ancien club de football fondé en 1910 puis disparu en 1939, et basé dans la ville de Lwów, alors en territoire austro-hongrois puis polonais (aujourd'hui en Ukraine).

## Histoire
Fondé par le 6e régiment aérien de Sknyliv, le club est dissous en septembre 1939 à la suite de l'invasion soviétique de la Pologne.
Durant sa courte histoire, le club n'accède pas à l'élite contrairement à d'autres clubs de la ville comme le Pogoń Lviv, mais atteint la finale de la Coupe de Pologne en 1926, perdue face au Wisła Cracovie sur le score de 2-0.

## Palmarès
| Compétitions nationales                  |
| ---------------------------------------- |
| - Coupe de Pologne : - Finaliste : 1926. |

## Galerie

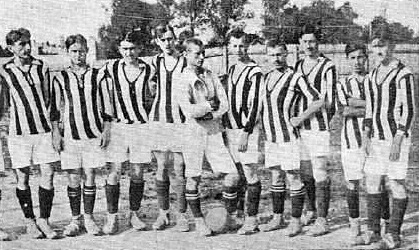
Joueurs du Sparta Lwów en 1910